# Johann Georg Mohr (Maler)
Johann Georg Mohr (* 6. Mai 1864 in Frankfurt am Main; † 28. Januar 1943 ebenda) war ein deutscher Landschaftsmaler der Spätromantik. Mohr stand der Kronberger Malerkolonie nahe.

## Leben

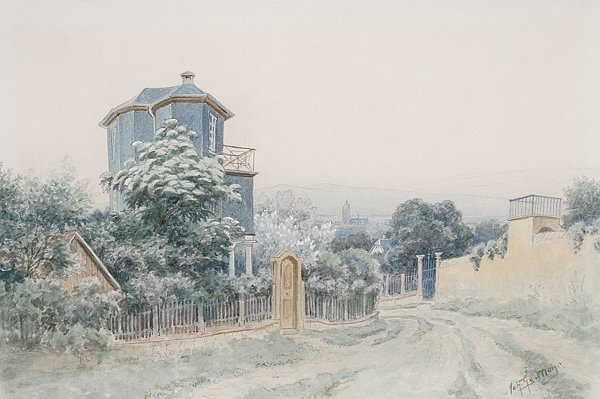
Johann Georg Mohr: Willemer-Häuschen im 19. Jahrhundert (Aquarell)

Mohr wurde in Frankfurt am Main geboren als Sohn des „hies. Bürgers und Handelsmanns Johann Balthaser Mohr.“ Nach dem Amts-Blatt der freien Stadt Frankfurt wohnte die Familie im Junghof 24. Mohr studierte an der Städelschule in Frankfurt sowie an der Berliner Akademie. Zu seinen Mitschülern am Städelschen Institut zählten Fritz Rumpf, Robert Forell, Oscar Goebel, Jacob Happ (1861–1936) und der Bildhauer Hugo Kauffmann (1868–1919). Im ersten Jahrzehnt des 20. Jahrhunderts gründete Mohr eine eigene Malschule in Frankfurt.
Er starb im Alter von 78 Jahren in seiner Heimatstadt Frankfurt.

## Künstlerisches Schaffen
Johann Georg Mohr stand in Wechselwirkung zu der späten Kronberger Malerkolonie. Deren Vertreter standen unter dem Einfluss von Wilhelm Leibl, dem bedeutendsten Vertreter des Realismus in Deutschland, und waren damit der Schule von Barbizon und Gustave Courbet verpflichtet. Die meisten Künstler der Malerkolonie in Kronberg waren, wie Mohr selbst, Schüler der Städelschule in Frankfurt. In der Tradition dieser Schule bevorzugte auch Mohr die pleine air-Malerei.
Wenngleich er auch zahlreiche Reisen ins Ausland unternahm, suchte er seine Motive vornehmlich in der unmittelbaren Umgebung Frankfurts, insbesondere am Fuße des Taunus, so etwa die Burg Falkenstein vom Malerblick, manchmal wird das arkadische Leben des Einsiedlers oder des Schäfers gezeigt. Weitere Landschaften zeigen den Vogelsberg, den Spessart und den hessischen Rhein.
In Frankfurt selbst malte er auch Interieure von Kirchen und vereinzelt städtische Szenen. Der überwiegende Teil der Werke ist signiert mit Joh. Gg. Mohr und J. G. Mohr.

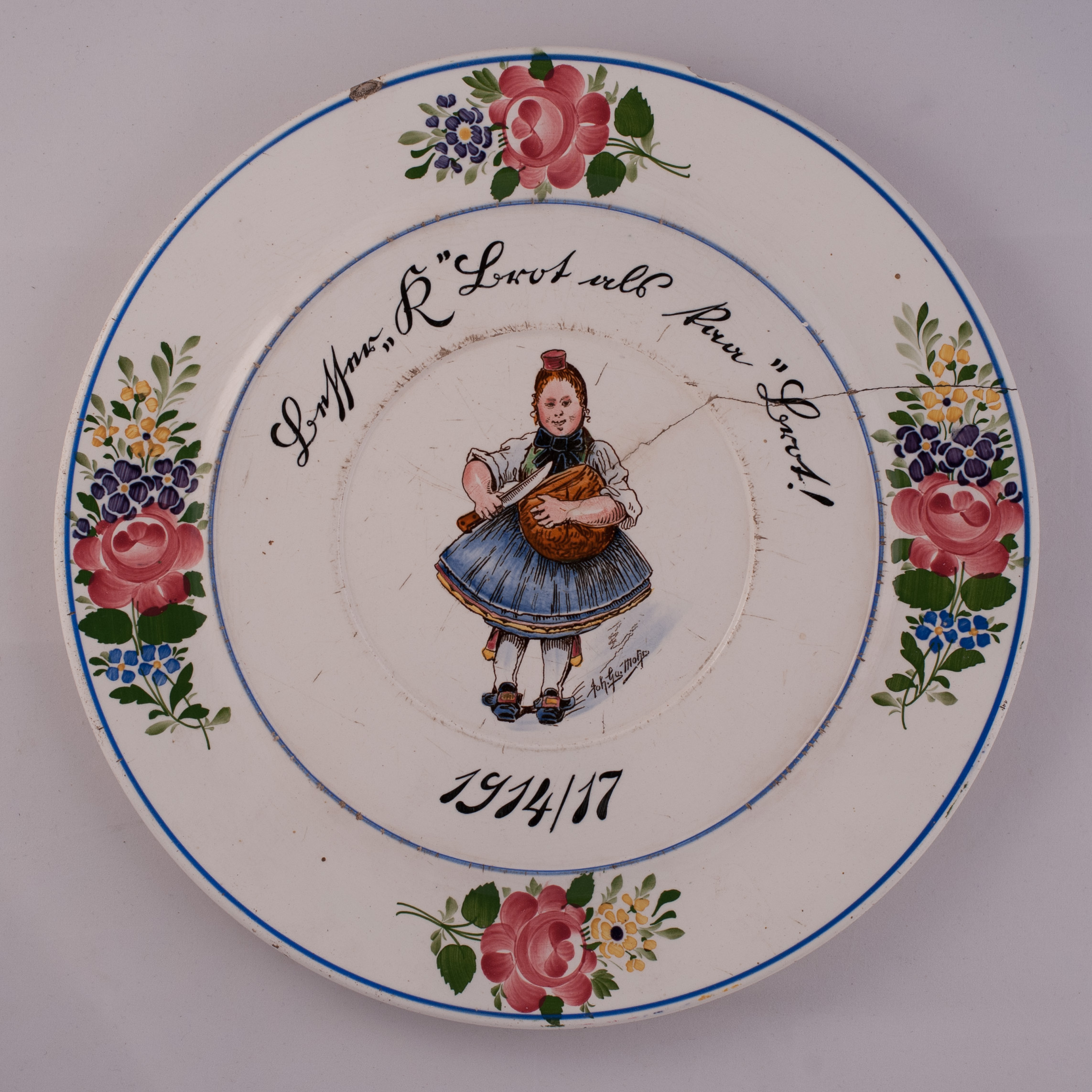
Wandteller der Waechtersbacher Keramik von 1917 mit der Aufschrift „Besser ‚K‘ Brot als kaa Brot!“

Werke von Mohr wurden auch als Kupferstiche reproduziert und auch als Postkarten vermarktet. Er wurde Vorbild für andere Maler, welche die arkadischen Szenen von Mohr nachmalten. Im Rahmen einer staatlich initiierten patriotischen Aktion entwarf er 1917 für die Waechtersbacher Keramik einen Wandteller, der die Bevölkerung ermahnen sollte das einfache „Kriegsbrot“ (auch als „K-Brot“ bezeichnet) zu verzehren. Johann Georg Mohr nahm Anleihen an der ländlichen Einfachheit.
Einordnung

Mohrs künstlerischer Beitrag besteht vor allem (wie derjenige der anderen Kronberger Landschaftsmaler auch) in der Weiterentwicklung der Lichteffekte. Darin besteht die Originalität dieser deutschen Schule im Vergleich zu ihrem Vorbild, der Schule von Barbizon. Die Frankfurter Maler übernahmen nicht einfach die realistische Wiedergabe der Landschaft, sondern verbanden sie mit dem Sinn für die Lichtmetaphysik romantischer Prägung.
Zahlreiche künstlerische und biografische Parallelen finden sich zum etwas älteren Hans Thoma. Beide waren Künstler der Spätromantik, waren aus der Mythologie inspiriert und malten auch Fabelwesen. Thoma hat in den Jahren 1876–1899 in Frankfurt gelebt und verbrachte die Sommer in Oberursel im Taunus und in Kronberg im Taunus.

## Werke (Auswahl)

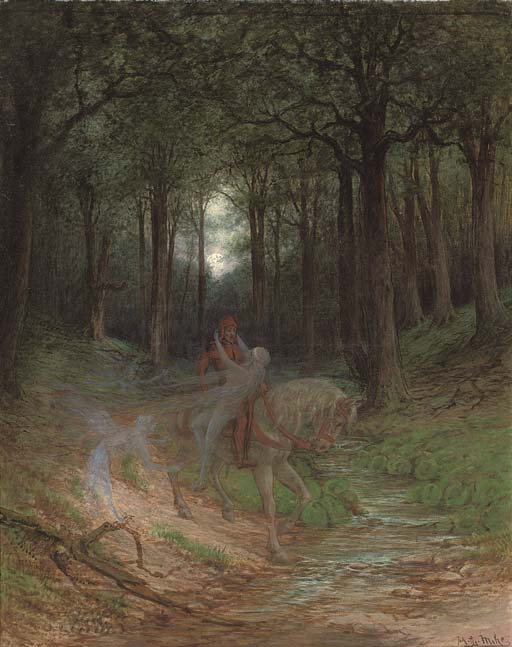
Reiter und Waldfee

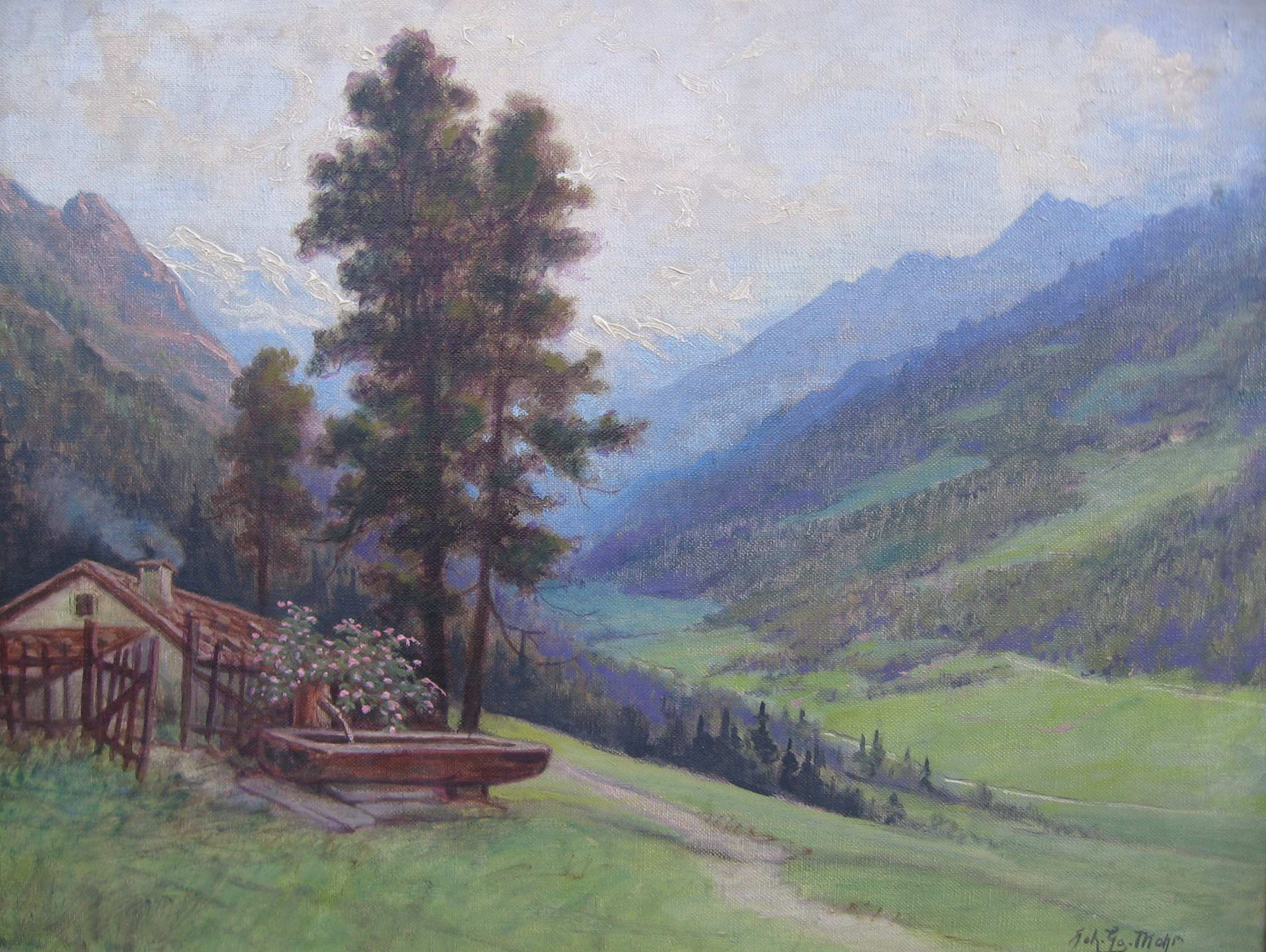
Einsiedlerhof in Landschaft

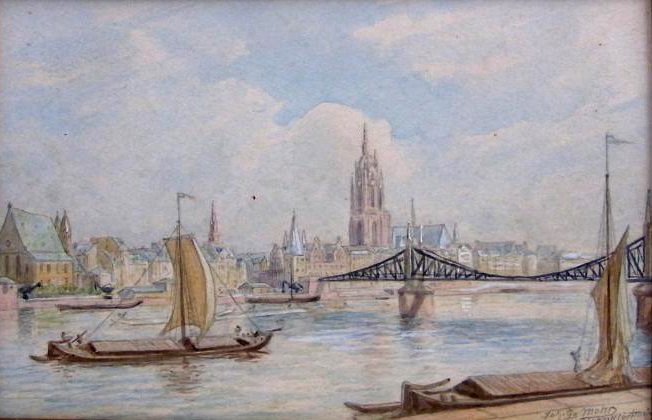
Stadtansichten (Zyklus aus Aquarellen)

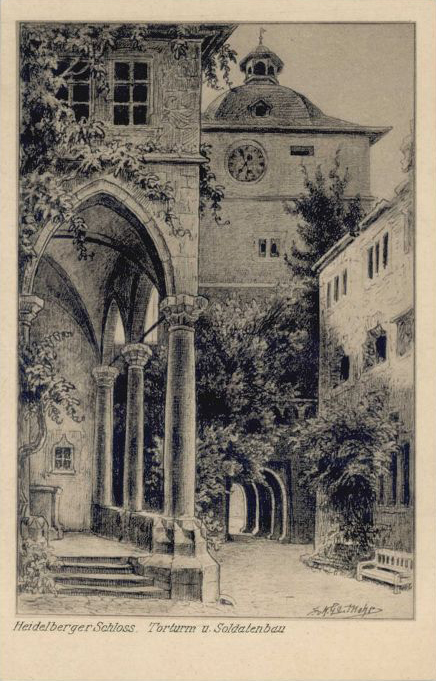
Kupferstich-Postkarte mit Motiv von Johann Georg Mohr

- Aquarellzyklus mit Stadtansichten aus Frankfurt (unter anderem Willemer-Häuschen, Mainufer mit Eisernem Steg)
- Abendliche Landschaft mit Blick auf eine Kirche, 1893
- Wiesenlandschaft mit Blick auf eine Burg, 1893 (Aquarell)
- „Palazzo in Venedig“, 1897
- Programmheft für das 4. Kellerfest der Binding-Brauerei, 1893
- Die sieben Zwerge an Schneewittchens Sarg
- „Reiter wird bei nächtlichem Waldritt im Mondschein von weiblichen Waldgeistern geplagt“ (Waldfee)
- „Waldtal im Spessart“
- Im Garten der Hesperiden, 1899
- Florentiner Kirche
- Bergige Landschaft: «Zimmermännchen mit Kolbenberg»
- Die Lahn zwischen Ems und Dausenau
- Kloster Arnstein an der Lahn
- Rheinlandschaft mit den feindlichen Brüdern (Burg Katz und Maus)
- Blick auf sommerliche Waldlichtung, 1904
- Alpenlandschaft mit Ziegenhirt
- Taunuslandschaft, 1905
- Wilhelmsbader Brückchen
- Taunuswinterlandschaft in Kronberg
- Wanderer blickt in weite Ebene
- „Schäfer überm Tal“
- Schäfer führt seine Herde über eine kleine Steinbrücke
- Blick über Kronberg in die Mainebene
- Blick auf Königstein mit der Burg von Falkenstein aus, 1908
- Blick vom Hardtberg nach Kronberg
- Bärtiger Orientale
- Türkischer Studienkopf
- Ägyptische Schönheit, 1909 Öl/Lwd., 120 × 60
- Die Rhön (osthessisches Bergland)
- Lüneburger Heide, 1911
- Das Weiltal bei Weilburg im Taunus, 1911
- Morgennebel am herbstlichen Teich
- Kirche St. Bonifatius in Frankfurt
- „Künstlerfächer“, gemeinsam mit Robert Forell, Emil Gies, Paul Klimsch, Rudolf Gudden und Gustav Adolf Kilb.[3]

Werke in öffentlichen Institutionen, Museen und Sammlungen
- Kreuzwegstationen, Liebfrauenkirche (Frankfurt am Main)[4]
- Das Innere der Holzhausenkapelle von St. Leonhard zu Frankfurt am Main, Öl auf Leinwand, 47 × 67 cm, 1899 Stiftung Stadtmuseum Berlin[5]
- Zierteller BESSER „K“-BROT ALS KAA BROT in der Ausstellung Hamburg erinnert sich des Museums für Kunst und Gewerbe, 2014[6]
- Zierteller BESSER „K“-BROT ALS KAA BROT im Hinterlandmuseum Schloss Biedenkopf[7]